# CSI: Vegas
CSI: Vegas es una serie de televisión estadounidense de drama procedimental desarrollada por Jason Tracey para la CBS. Es una secuela de la serie CSI: Crime Scene Investigation, creada por Anthony E. Zuiker, y la quinta serie de la franquicia CSI. La serie está protagonizada por Paula Newsome, Matt Lauria, Mandeep Dhillon y Mel Rodriguez como nuevos personajes. William Petersen y Jorja Fox retomaron sus papeles de la serie original durante la primera temporada antes de partir, mientras que Marg Helgenberger retoma su papel de la serie original a partir de la segunda temporada. Se estrenó a través de CBS el 6 de octubre de 2021.
Aunque CSI: Vegas fue inicialmente anunciada como una serie de temporada única a modo de epílogo, la CBS renovó la serie para una segunda temporada que se estrenó el 29 de septiembre de 2022. En febrero de 2023, la serie fue renovada para una tercera temporada, que se estrenó el 18 de febrero de 2024. En abril de 2024, la serie fue cancelada tras tres temporadas.

## Trama
Frente a una amenaza existencial que podría derribar el Laboratorio de Crímenes, un nuevo y brillante equipo de investigadores forenses debe dar la bienvenida a viejos amigos y desplegar nuevas técnicas para preservar y hacer justicia en Sin City.

## Reparto

### Reparto principal
- Paula Newsome como Maxine «Max» Roby
- Matt Lauria como Joshua «Josh» Folsom
- Mandeep Dhillon como Allie Rajan
- Mel Rodríguez como el doctor Hugo Ramirez (temporada 1)
- Jorja Fox como Sara Sidle (temporada 1)
- William Petersen como Gil Grissom (temporada 1)
- Ariana Guerra como Serena (temporadas 2–3)
- Jay Lee como Christopher «Chris» Park (temporadas 2–3; recurrente en la temporada 1)
- Lex Medlin como Beau (temporadas 2–3)
- Marg Helgenberger como Catherine Willows (temporadas 2–3)

### Reparto recurrente
- Paul Guilfoyle como Jim Brass (temporada 1)
- Wallace Langham como David Hodges (temporada 1)
- Chelsey Crisp como Emma Hodges (temporada 1)
- Jamie McShane como Anson Wix
- Sarah Gilman como Penny Gill
- Sean James como Will Carson
- Kat Foster como Nora Cross (temporada 1; invitada, temporada 3)
- Robert Curtis Brown como Cade Wyatt (temporada 1)
- Luke Tennie como Bryan Roby
- Kathleen Wilhoite como la Dra. Diane Auerbach (temporada 2)
- Sara Amini como Sonya (temporada 2)
- Joel Johnstone como Jack (temporada 2)
- Sherri Saum como Jodi Wallach (temporada 2)
- Katie Stevens como Lindsey Willows (temporada 2)
- Derek Webster como el Dr. Milton Hudson (temporadas 2–3)
- Rob Morgan como Daniel Jordan (temporada 2)
- Eric Szmanda como Greg Sanders (temporada 2)
- Judy Kain como la Dra. Heather Chumani
- J.P. Manoux como Gene Farrow (temporada 2)
- Lolita Davidovich como Jeannette Folsom (temporada 2)
- Daniel di Tomasso como Trey Cahill (temporada 2)
- Benito Martínez como Raphael Tarquenio (temporada 3)
- Reggie Lee como Zhao (temporada 3)[6]

## Episodios

### Temporadas
| Temporada | Temporada | Episodios | Episodios | Emisión original         | Emisión original       |
| Temporada | Temporada | Episodios | Episodios | Primera emisión          | Última emisión         |
| --------- | --------- | --------- | --------- | ------------------------ | ---------------------- |
|           | 1         | 10        | 10        | 6 de octubre de 2021     | 8 de diciembre de 2021 |
|           | 2         | 21        | 21        | 29 de septiembre de 2022 | 18 de mayo de 2023     |
|           | 3         | 10        | 10        | 18 de febrero de 2024    | 19 de mayo de 2024     |

### Temporada 1 (2021)
| N.º en serie | N.º en temp. | Título                                                     | Dirigido por    | Escrito por                        | Fecha de emisión original | Audiencia (millones) |
| ------------ | ------------ | ---------------------------------------------------------- | --------------- | ---------------------------------- | ------------------------- | -------------------- |
| 1            | 1            | «Legacy» «Legado»                                          | Uta Briesewitz  | Jason Tracey                       | 6 de octubre de 2021      | 4.12                 |
| 2            | 2            | «Honeymoon in Vegas» «Luna de miel en Las Vegas»           | Nathan Hope     | Jason Tracey                       | 13 de octubre de 2021     | 3.91                 |
| 3            | 3            | «Under the Skin» «Bajo la piel»                            | Nathan Hope     | Craig O'Neill                      | 20 de octubre de 2021     | 3.54                 |
| 4            | 4            | «Long Pig» «Carne fresca»                                  | Nicole Rubio    | Safia M. Dirie                     | 27 de octubre de 2021     | 3.34                 |
| 5            | 5            | «Let the Chips Fall» «Que caigan las fichas»               | Kenneth Fink    | Graham Thiel                       | 3 de noviembre de 2021    | 3.22                 |
| 6            | 6            | «Funhouse» «Juego de espejos»                              | Benny Boom      | Samantha Humphrey                  | 10 de noviembre de 2021   | 3.24                 |
| 7            | 7            | «In the Blood» «En la sangre»                              | Christine Moore | Marisa Tam                         | 17 de noviembre de 2021   | 3.88                 |
| 8            | 8            | «Pipe Cleaner» «Limpiatuberías»                            | BBenny Boom     | Safia M. Dirie y Samantha Humphrey | 24 de noviembre de 2021   | 4.20                 |
| 9            | 9            | «Waiting in the Wings» «Esperando entre bastidores»        | Christine Moore | Craig O'Neill y Jason Tracey       | 1 de diciembre de 2021    | 3.95                 |
| 10           | 10           | «Signed, Sealed, Delivered» «Firmado, sellado y entregado» | Benny Boom      | Jason Tracey & Craig O'Neill       | 8 de diciembre de 2021    | 3.55                 |

### Temporada 2 (2022–23)
| N.º en serie | N.º en temp. | Título                   | Dirigido por        | Escrito por                       | Fecha de emisión original | Audiencia (millones) |
| ------------ | ------------ | ------------------------ | ------------------- | --------------------------------- | ------------------------- | -------------------- |
| 11           | 1            | «She's Gone»             | Kenneth Fink        | Jason Tracey                      | 29 de septiembre de 2022  | 3.19                 |
| 12           | 2            | «The Painted Man»        | Sam Hill            | Craig O'Neill                     | 6 de octubre de 2022      | 3.24                 |
| 13           | 3            | «Story of a Gun»         | Antonio Negret      | Safia M. Dirie                    | 13 de octubre de 2022     | 3.24                 |
| 14           | 4            | «Koala»                  | Claudia Yarmy       | Anthony E. Zuiker                 | 20 de octubre de 2022     | 3.61                 |
| 15           | 5            | «In Harm's Way»          | Lin Oeding          | Graham Thiel                      | 27 de octubre de 2022     | 3.57                 |
| 16           | 6            | «There's the Rub»        | Mario Van Peebles   | Jordana Lewis Jaffe               | 3 de noviembre de 2022    | 3.14                 |
| 17           | 7            | «Burned»                 | Benny Boom          | Tom Szentgyorgi                   | 10 de noviembre de 2022   | 3.45                 |
| 18           | 8            | «Grace Note»             | Gina Lamar          | Erika Vázquez y Siena Butterfield | 8 de diciembre de 2022    | 3.27                 |
| 19           | 9            | «In the White Room»      | Kenneth Fink        | Marisa Tam y Graham Thiel         | 15 de diciembre de 2022   | 3.48                 |
| 20           | 10           | «Eyeballs»               | Allison Liddi-Brown | Ryan Lee                          | 5 de enero de 2023        | 3.36                 |
| 21           | 11           | «Trinket»                | Ruben Garcia        | Safia M. Dirie                    | 12 de enero de 2023       | 3.43                 |
| 22           | 12           | «When the Dust Settles»  | Rachel Raimist      | Jordana Lewis Jaffe               | 2 de febrero de 2023      | 3.80                 |
| 23           | 13           | «Boned»                  | Dave Metzger        | Erin Feeley                       | 9 de febrero de 2023      | 3.82                 |
| 24           | 14           | «Third Time's the Charm» | Eduardo Sánchez     | Tom Szentgyorgyi                  | 16 de febrero de 2023     | 2.93                 |
| 25           | 15           | «Ashes, Ashes»           | Stephanie Marqurdt  | Marisa Tam                        | 2 de marzo de 2023        | 3.21                 |
| 26           | 16           | «We All Fall Down»       | Ray Daniels         | Craig O'Neill y Graham Thiel      | 9 de marzo de 2023        | 3.34                 |
| 27           | 17           | «The Promise»            | Brad Tanenbaum      | Alex Berry y Anthony E. Zuiker    | 30 de marzo de 2023       | 3.26                 |
| 28           | 18           | «Fractured»              | Gina Lamar          | Liz Castricone y Safia M. Dirie   | 13 de abril de 2023       | 3.39                 |
| 29           | 19           | «Dead Memories»          | Pam Veasey          | Craig O'Neill                     | 4 de mayo de 2023         | 3.18                 |
| 30           | 20           | «Shell Game»             | Omar Madha          | Marisa Tam                        | 11 de mayo de 2023        | 3.29                 |
| 31           | 21           | «Dying Words»            | Jason Tracey        | Jason Tracey                      | 18 de mayo de 2023        | 2.76                 |

### Temporada 3 (2024)
| N.º en serie | N.º en temp. | Título                  | Dirigido por        | Escrito por                       | Fecha de emisión original | Audiencia (millones) |
| ------------ | ------------ | ----------------------- | ------------------- | --------------------------------- | ------------------------- | -------------------- |
| 32           | 1            | «The Reaper»            | Brad Haiken         | Jason Tracy y Craig O'Neill       | 18 de febrero de 2024     | 4.09                 |
| 33           | 2            | «Scar Tissue»           | Nicole Rubio        | Jordana Lewis Jaffe               | 25 de febrero de 2024     | 4.16                 |
| 34           | 3            | «Rat Packed»            | Omar Madha          | Marisa Tam                        | 3 de marzo de 2024        | 4.37                 |
| 35           | 4            | «Health and Wellness»   | Stephanie Marquardt | Tom Szentgyorgyi                  | 17 de marzo de 2024       | 4.30                 |
| 36           | 5            | «It Was Automation»     | Ruben Garcia        | Dave Metzger                      | 24 de marzo de 2024       | 4.56                 |
| 37           | 6            | «Atomic City»           | Kenneth Fink        | Ryan Lee                          | 21 de abril de 2024       | 4.09                 |
| 38           | 7            | «Coinkydink»            | Safia M. Dirie      | Safia M. Dirie                    | 28 de abril de 2024       | 4.19                 |
| 39           | 8            | «The Artist is Present» | Gina Lamar          | Gabriel Ho                        | 5 de mayo de 2024         | 4.10                 |
| 40           | 9            | «Heavy Metal»           | Tom Camarda         | Camille D'Elia                    | 12 de mayo de 2024        | 4.16                 |
| 41           | 10           | «Tunnel Vision»         | Erin Feeley         | Erika Vázquez y Siena Butterfield | 19 de mayo de 2024        | 4.25                 |

## Producción

### Desarrollo
Después del final de CSI: Crime Scene Investigation en 2015, su creador, Anthony E. Zuiker habló sobre el futuro de los personajes después de los eventos de la serie. En 2016, poco después de la cancelación de la entonces última serie de la franquicia CSI, CSI: Cyber, se anunció que los productores estaban interesados en revivir la franquicia. El 10 de febrero de 2020, se anunció que una serie de temporada única secuela de CSI: Crime Scene Investigation, estaba siendo negociada entre el guionista Jason Tracey y las productoras Jerry Bruckheimer Televisión (de Jerry Bruckheimer) y CBS Studios. El 10 de agosto de 2020, se confirmó que la serie, ahora titulada CSI: Vegas, seguía en desarrollo. En febrero de 2021, la serie recibió una orden directa a serie, que fue oficializada en marzo.
El 15 de diciembre de 2021, CBS renovó la serie para una segunda temporada. El 21 de febrero de 2023, CBS renovó la serie para una tercera temporada. El 19 de abril de 2024, CBS canceló la serie tras tres temporadas.

### Casting
El 10 de febrero de 2020, se confirmó que William Petersen y Jorja Fox estaban en negociaciones para repetir sus roles como Gil Grissom y Sara Sidle, respectivamente, para la serie secuela. Las negociaciones continuaron hasta el 31 de marzo de 2021, cuando finalmente se anunció su entrada a la serie. Para el 12 de febrero de 2021, Paula Newsome, Matt Lauria y Mel Rodríguez habían entrado en la serie como nuevos personajes (aunque los dos últimos habían tenido participaciones invitadas en series anteriores de la franquicia). El 31 de marzo, Mandeep Dhillon fue confirmada para la serie, mientras que Wallace Langham también volvió a la serie en el papel de David Hodges.
El 3 de mayo de 2021, Jamie McShane entró en la serie bajo un papel recurrente y Paul Guilfoyle confirmó su regreso bajo el rol de Jim Brass durante dos capítulos. Para septiembre de 2021, Zuiker anunció que más personajes de la serie original podrían aparecer también en la serie secuela.
Cuando la serie fue renovada por una segunda temporada, Petersen, Fox y Rodríguez anunciaron que no volverían para la segunda temporada, aunque Petersen seguiría trabajando en la serie detrás de las escenas como productor ejecutivo. El 11 de febrero de 2022, Marg Helgenberger anunció que repetiría como Catherine Willows en la segunda temporada. Para mayo de 2022, Jay Lee, que ya tenía un rol recurrente en la primera temporada fue ascendido al reparto principal en la segunda temporada, al cual Lex Medlin y Adriana Guerra también se unieron. El 15 de diciembre de 2022, se anunció que Eric Szmanda repetiría su papel de Greg Sanders en varios episodios durante la segunda mitad de la segunda temporada.

### Rodaje
El 10 de agosto de 2020, se anunció que el rodaje comenzaría en otoño de 2020, cuando las condiciones de la pandemia de COVID-19 pudieran permitir la continuación de la producción de Hollywood. El 8 de enero de 2021, se anunció que la producción de la serie comenzaría a principios de 2021. El rodaje tuvo lugar desde el 4 de mayo hasta el 4 de noviembre de 2021 en Los Ángeles, California. El 22 de agosto de 2021, se anunció que Petersen estaba en el hospital después de caer enfermo durante el rodaje.

## Lanzamiento
Originalmente la CBS pensó estrenar la serie en octubre de 2020, para coincidir con el vigésimo aniversario de CSI: Crime Scene Investigation, pero fue retrasada por la pandemia de COVID-19. El 8 de enero de 2021, la CBS programó la serie para la temporada televisiva de 2021-22. Para el 19 de mayo de 2021, la CBS programó el estreno de la serie para el otoño de 2021, para emitirse los miércoles a las 10 de la noche según el Horario del este de América del Norte. El 12 de julio de 2021, CBS programó el estreno de la serie para el 6 de octubre de 2021, coincidiendo con el vigésimo-primero aniversario de la serie original. El 23 de junio de 2022, CBS programó el estreno de la segunda temporada de la serie para el 29 de septiembre de 2022. La tercera temporada se estrenó el 18 de febrero de 2024.

### En otros países
En el Reino Unido, la serie se estrenó en la cadena de pago Alibi en julio de 2022. En España, la serie se estrenó por primera vez en la cadena de pago Fox el 13 de diciembre de 2021, mientras que Mediaset España Comunicación ya había anunciado la adquisición de la serie en octubre de ese año para la televisión en abierto, estrenándola finalmente en su cadena principal, Telecinco (la cual también había emitido la serie original entre 2002 y 2014), el 1 de agosto de 2022.

## Recepción

### Crítica
La primera temporada de CSI: Vegas recibió críticas generalmente positivas por parte de los críticos. En Rotten Tomatoes, el porcentaje de críticas positivas que recibió la serie es de 77%, basada en 13 críticas, con la valoración promedio de 6.30/10; el consenso de la crítica escrito por el sitio lee: "Vegas no va a ganar muchos nuevos espectadores, pero los fans se sentirán cómodos con la fórmula familiar de CSI." En Metacritic, la serie recibió un "metascore" de 64, basada en 8 críticas, indicando "críticas generalmente favorables".

### Audiencia

#### Temporada 1
| N.º | Título                      | Fecha de emisión        | ÍA/CP (18–49) | Audiencia (millones) | DVR (18–49) | Audiencia DVR (millones) | Total (18–49) | Audiencia total (millones) |
| --- | --------------------------- | ----------------------- | ------------- | -------------------- | ----------- | ------------------------ | ------------- | -------------------------- |
| 1   | «Legacy»                    | 6 de octubre de 2021    | 0.5           | 4.12                 | —           | —                        | —             | —                          |
| 2   | «Honeymoon in Vegas»        | 13 de octubre de 2021   | 0.4           | 3.91                 | —           | —                        | —             | —                          |
| 3   | «Under the Skin»            | 20 de octubre de 2021   | 0.4           | 3.54                 | —           | —                        | —             | —                          |
| 4   | «Long Pig»                  | 27 de octubre de 2021   | 0.4           | 3.34                 | —           | —                        | —             | —                          |
| 5   | «Let the Chips Fall»        | 3 de noviembre de 2021  | 0.3           | 3.22                 | —           | —                        | —             | —                          |
| 6   | «Funhouse»                  | 10 de noviembre de 2021 | 0.4           | 3.24                 | —           | —                        | —             | —                          |
| 7   | «In the Blood»              | 17 de noviembre de 2021 | 0.4           | 3.88                 | 0.4         | 3.09                     | 0.8           | 6.97                       |
| 8   | «Pipe Cleaner»              | 24 de noviembre de 2021 | 0.5           | 4.20                 | 0.4         | 3.20                     | 0.9           | 7.40                       |
| 9   | «Waiting in the Wings»      | 1 de diciembre de 2021  | 0.4           | 3.95                 | 0.3         | 2.62                     | 0.7           | 6.58                       |
| 10  | «Signed, Sealed, Delivered» | 8 de diciembre de 2021  | 0.4           | 3.55                 | 0.4         | 3.09                     | 0.7           | 6.64                       |

#### Temporada 2
| N.º | Título                   | Fecha de emisión         | ÍA/CP (18–49) | Audiencia (millones) | DVR (18–49) | Audiencia DVR (millones) | Total (18–49) | Audiencia total (millones) |
| --- | ------------------------ | ------------------------ | ------------- | -------------------- | ----------- | ------------------------ | ------------- | -------------------------- |
| 1   | «Legacy»                 | 29 de septiembre de 2022 | 0.3           | 3.19                 | 0.3         | 2.44                     | 0.6           | 5.63                       |
| 2   | «The Painted Man»        | 6 de octubre de 2022     | 0.3           | 3.24                 | 0.2         | 2.32                     | 0.6           | 5.56                       |
| 3   | «Story of a Gun»         | 13 de octubre de 2022    | 0.3           | 3.24                 | 0.3         | 2.29                     | 0.6           | 5.53                       |
| 4   | «Koala»                  | 20 de octubre de 2022    | 0.3           | 3.61                 | 0.2         | 2.25                     | 0.5           | 5.86                       |
| 5   | «In Harm's Way»          | 27 de octubre de 2022    | 0.3           | 3.57                 | 0.3         | 2.39                     | 0.5           | 5.96                       |
| 6   | «There's the Rub»        | 3 de noviembre de 2022   | 0.3           | 3.14                 | 0.3         | 2.54                     | 0.6           | 5.69                       |
| 7   | «Burned»                 | 10 de noviembre de 2022  | 0.3           | 3.45                 | 0.3         | 2.41                     | 0.5           | 5.86                       |
| 8   | «Grace Note»             | 8 de diciembre de 2022   | 0.3           | 3.27                 | —           | —                        | —             | —                          |
| 9   | «In the White Room»      | 15 de diciembre de 2022  | 0.3           | 3.48                 | —           | —                        | —             | —                          |
| 10  | «Eyeballs»               | 5 de enero de 2013       | 0.3           | 3.36                 | 0.3         | 2.39                     | 0.6           | 5.75                       |
| 11  | «Trinket»                | 12 de enero de 2013      | 0.3           | 3.43                 | 0.3         | 2.35                     | 0.6           | 5.78                       |
| 12  | «When the Dust Settles»  | 2 de febrero de 2023     | 0.4           | 3.80                 | —           | —                        | —             | —                          |
| 13  | «Boned»                  | 9 de febrero de 2023     | 0.4           | 3.82                 | —           | —                        | —             | —                          |
| 14  | «Third Time's the Charm» | 16 de febrero de 2023    | 0.2           | 2.93                 | —           | —                        | —             | —                          |
| 15  | «Ashes, Ashes»           | 2 de marzo de 2023       | 0.3           | 3.21                 | —           | —                        | —             | —                          |
| 16  | «We All Fall Down»       | 9 de marzo de 2023       | 0.3           | 3.34                 | —           | —                        | —             | —                          |
| 17  | «The Promise»            | 30 de marzo de 2023      | 0.3           | 3.26                 | —           | —                        | —             | —                          |
| 18  | «Fractured»              | 13 de abril de 2023      | 0.3           | 3.39                 | —           | —                        | —             | —                          |
| 19  | «Dead Memories»          | 4 de mayo de 2023        | 0.3           | 3.18                 | —           | —                        | —             | —                          |
| 20  | «Shell Game»             | 11 de mayo de 2023       | 0.3           | 3.29                 | —           | —                        | —             | —                          |
| 21  | «Dying Words»            | 18 de mayo de 2023       | 0.2           | 2.76                 | —           | —                        | —             | —                          |

#### Temporada 3
| N.º | Título                  | Fecha de emisión      | ÍA/CP (18–49) | Audiencia (millones) | DVR (18–49) | Audiencia DVR (millones) | Total (18–49) | Audiencia total (millones) |
| --- | ----------------------- | --------------------- | ------------- | -------------------- | ----------- | ------------------------ | ------------- | -------------------------- |
| 1   | «The Reaper»            | 18 de febrero de 2024 | 0.3           | 4.09                 | —           | —                        | —             | —                          |
| 2   | «Scar Tissue»           | 25 de febrero de 2024 | 0.3           | 4.16                 | —           | —                        | —             | —                          |
| 3   | «Rat Packed»            | 3 de marzo de 2024    | 0.3           | 4.37                 | —           | —                        | —             | —                          |
| 4   | «Health and Wellness»   | 17 de marzo de 2024   | 0.3           | 4.30                 | 0.2         | 2.04                     | 0.5           | 6.34                       |
| 5   | «It Was Automation»     | 24 de marzo de 2024   | 0.3           | 4.56                 | 0.1         | 1.37                     | 0.4           | 5.93                       |
| 6   | «Atomic City»           | 21 de abril de 2024   | 0.3           | 4.09                 | 0.2         | 1.97                     | 0.4           | 6.06                       |
| 7   | «Coinkydink»            | 28 de abril de 2024   | 0.3           | 4.19                 | 0.1         | 1.89                     | 0.4           | 6.08                       |
| 8   | «The Artist is Present» | 5 de mayo de 2024     | 0.2           | 4.10                 | 0.2         | 1.92                     | 0.4           | 6.02                       |
| 9   | «Heavy Metal»           | 12 de mayo de 2024    | 0.3           | 4.16                 | 0.2         | 1.89                     | 0.5           | 6.05                       |
| 10  | «Tunnel Vision»         | 19 de mayo de 2024    | 0.4           | 4.25                 | —           | —                        | —             | —                          |